# Quận Coal, Oklahoma
Quận Coal, Oklahoma là một quận trong tiểu bang Oklahoma, Hoa Kỳ. Quận lỵ đóng ở thành phố Coalgate 6. Theo điều tra dân số năm 2000 của Cục điều tra dân số Hoa Kỳ, quận có dân số 6031 người 2. Năm 2007, ước tính dân số quận này là người 2.

## Địa lý
Theo Cục điều tra dân số Hoa Kỳ, quận này có diện tích 1342 ki-lô-mét vuông, trong đó có 8 km2 là diện tích đất, km2 là diện tích mặt nước.